# Alaba catalinensis
Alaba catalinensis är en snäckart som beskrevs av Bartsch 1920. Alaba catalinensis ingår i släktet Alaba och familjen Litiopidae. Inga underarter finns listade i Catalogue of Life.